# Серветник Станислав Мар'янович
Станіслав Мар'янович Серветник — український художник, монументаліст, яскравий представник Львівської школи живопису, народився 6 жовтня 1928 року в с. Завалійки, Волочиського району, Хмельницької області.

## Життєпис
У 1956 році закінчив з відзнакою Львівський Державний інститут прикладного та декоративного мистецтва (тепер Львівська академія мистецтв), факультет монументального живопису. Його вчителями з фаху були видатні українські художники Й. Бокшай та Р. Сельський. Дипломна робота — розпис у фоє Львівського державного університету ім. І. Франка. Член спілки художників України з 1962 року. Професор, Заслужений художник України з 1973 року. Впродовж семи років завідував кафедрою академічного живопису у Львівській академії мистецтв. Протягом восьми років був головним художником Львова. Дванадцять років завідував кафедрою архітектури у Львівському національному аграрному університеті. Його твори згадуються у шеститомному виданні «Історія мистецтва України». С. Серветник входить до 100 кращих художників польської національності, які жили і працювали за межами Польщі, їх спільна виставка відбулася у Варшаві у 1991 р.
Працював у жанрі монументального, станкового живопису та графіки. Твори Станіслава Серветника знаходяться у виставковому фонді України, закуплені музеями України. У Історичному музеї Львова знаходиться картина «Перемога Данила Галицького над хрестоносцями у 1237 р. під Дорогичином»
Також його картини знаходяться в експозиціях музею Виговського, Олеському та Золочівському замках, а також у приватних колекціях України та закордоном. Виконав розписи у семи соборах, створив іконостаси у містах Комарно, Ланчин та інших. Брав участь у персональних та групових виставках у Львові, Києві, Торонто, Мадриді, Парижі, Празі, Варшаві та інших. Також працював як художник — монументаліст в галузі вітражу та мозаїки. Одна з його робіт — вітраж «Історія пошти» у приміщенні Львівської Головної Пошти.
Ним створено близько восьмисот робіт у техніці олійного живопису, темпери, акварелі, пастелі та рисунку. Основна тематика картин пейзажі, портрети. Створив серію акварелей «Сакральна дерев'яна архітектура», «Карпатський пейзаж» та інші.
Помер 21 лютого 2017 року. Похований на 36 полі Личаківського цвинтаря.